# Aurélie Neyret
Aurélie Neyret (24 de maio de 1983) é uma quadrinista e ilustradora francesa. Começou a estudar Artes na École Émile-Cohl, mas interrompeu seus estudos e tornou-se autodidata. Fez ilustrações para a imprensa, especialmente em publicações voltadas para jovens, e participou de álbuns coletivos. Em 2012, publicou seu primeiro romance gráfico: Carnets de Cerise (roteiros de Joris Chamblain). A série conquistou sucesso de crítica e ganhou o Prêmio da Juventude no Festival Internacional de Quadrinhos de Angoulême em 2014. Em 2016, foi indicada para a Ordem das Artes e das Letras, mas, junto com três outros autores de quadrinhos, recusou a medalha como protesto contra o Ministério da Cultura francês. Aurélie também ganhou o prêmio Ligue de l'Enseignement 41 pour le Jeune Publicno Festival Bd BOUM (2014), o Prix Saint-Michel (2015) e o Prix Paille en Queue (2016). Em 2019, a edição brasileira d e Carnets de Cerise ganhou o Troféu HQ Mix na categoria "melhor publicação infantil".